# اسماعیل‌آباد (گوهرکوه، جنوب)
اسماعیل‌آباد روستایی در دهستان گوهرکوه بخش گوهرکوه شهرستان تفتان استان سیستان و بلوچستان ایران است.

## جمعیت
بر پایه سرشماری عمومی نفوس و مسکن در سال ۱۳۹۵ جمعیت این روستا ۲۳۶ نفر (۶۴خانوار) بوده‌است.